# Tabanus liventipes
Tabanus liventipes är en tvåvingeart som beskrevs av Surcouf 1907. Tabanus liventipes ingår i släktet Tabanus och familjen bromsar. Inga underarter finns listade i Catalogue of Life.